# 3,9-二亚乙基-2,4,8,10-四氧杂螺［5.5］十一烷
3,9-二亚乙基-2,4,8,10-四氧杂螺[5.5]十一烷（DETOSU）是一种双环烯酮缩醛，衍生自异构烯丙基缩醛3,9-二乙烯基-2,4,8,10-四氧杂螺[5.5]十一烷（DVTOSU）。DETOSU作为一个双官能团单体，它是聚原酸酯的重要砌塊，通过将二醇加成到双烯酮缩醛的活化双键而形成。 

## 製備
DETOSU由DVTOSU進行重排反应制备，它是一种自发且完全转化的放热反应。 对于工业规模的生产，重排反應在加入催化劑時在高溫下进行。
重排反应可以在碱性介质中进行（如在乙二胺中的正丁基锂或在乙二胺中的叔丁醇钾），也可以在五羰基铁催化剂和在沸腾的戊烷中的三乙胺，或大量二氯三(三苯基膦)钌(II) /碳酸钠的存在下，通过紫外线照射进行光化学反应。
为了获得纯度足以用作单体的DETOSU，粗产物（在重排反应和真空蒸馏后获得）必须在戊烷中重结晶数次。纯产品的产率约为50%。 

## 性质
纯3,9-二亚乙基-2,4,8,10-四氧杂螺[5.5]十一烷在室温下是晶体。由于它的结晶倾向低，它主要當作液体使用。 DETOSU相當不稳定，即使遇到少量水，它會快速水解。DETOSU在储存期间自发地异构化成二烯丙基缩醛DVTOSU，它对聚合沒有活性。 纯DETOSU对亲电试剂的攻击非常敏感，而且具有很强的阳离子聚合倾向。 DETOSU的主要性質是在1700 cm -1的强烈IR带 ，它用于监测重排反应中的转化率。

## 用途
双烯酮缩醛3,9-二亚乙基-2,4,8,10-四氧杂螺[5.5]十一烷是一种活潑的双功能单体，通过与α,ω-二醇加聚形成可生物降解的聚原酸酯。
聚原酸酯用作缓释制剂中药物的包埋介質，這些藥物在生理条件下通過表面侵蝕控制藥物的釋放。